# Zaboršt (gmina Kostanjevica na Krki)
Zaboršt – wieś w Słowenii, w gminie Kostanjevica na Krki. W 2018 roku liczyła 15 mieszkańców.